# VT5
Der VT5 (Typ 15 oder ZTQ-15) ist ein chinesischer Kampfpanzer leichterer Bauart.
Erste Bilder des neuen Panzers wurden bereits 2010 veröffentlicht. Das gesamte Entwicklungsprogramm wurde geheim gehalten und es gab keine offiziellen chinesischen Aussagen zum Panzer. Laut der Herstellerfirma Norinco wurde er ausschließlich für den Export entwickelt und 2016 erstmals öffentlich vorgestellt. Dabei ist der Name VT5 eine Exportkennzeichnung.

## Technik
Der VT5 hat eine geschweißte gepanzerte Wanne und Turm, angeblich aus einer Stahllegierung. Zusätzlich verfügt er entweder über eine passive Verbundpanzerung oder eine reaktive Panzerung. Einige Bereiche des Panzers sind zusätzlich mit einer Käfigpanzerung versehen, die Schutz vor Panzerabwehrraketen bietet. ABC-Schutz und automatische Feuerlöschanlagen sind serienmäßig vorhanden. Der Panzer wiegt 33–36 t, je nach Zusatzpanzerung, wovon verschiedene Versionen beobachtet wurden. Chinesische Quellen geben außerdem an, dass der Kampfwagen mit einem APS-System ausgerüstet werden kann.
Die Hauptbewaffnung besteht aus einer vollstabilisierten 105-mm-Kanone mit einer effektiven Reichweite von 3 km, deren Munition kompatibel mit allen gängigen 105-mm-Panzermunitionarten der NATO ist. Die Kanone verfügt über ein automatisches Munitionsladesystem, wodurch die Besatzung auf drei Mann reduziert wird. Der Fahrer sitzt in der Mitte des Rumpfes, Kommandant und Bordschütze sitzen im Turm. Mit APFSDS-Munition können bis zu 500 mm gewalzte homogene Panzerung durchdrungen werden. Der VT5 ist auch in der Lage 105-mm-Panzerabwehrraketen durch das Rohr abzufeuern. Diese erweitern die effektive Reichweite auf bis zu 5 km und treffen mit einer Trefferwahrscheinlichkeit von über 90 % gegen stationäre Ziele. Darüber hinaus verfügen die Raketen über Tandem-HEAT-Sprengköpfe, die eine ernsthafte Bedrohung für Kampfpanzer darstellen und sogar tief fliegende Hubschrauber ins Visier nehmen können. Außerdem gibt es gewöhnliche HEAT- und HE-Munition für den Einsatz gegen leichte gepanzerte Fahrzeuge, Gebäude und Feldbefestigungen. Insgesamt 38 Schuss und Raketen werden für die Hauptkanone im Panzer vorgehalten. Verbrauchte Geschosshülsen werden automatisch über eine Klappe an der Rückseite ausgeworfen. Als Sekundärbewaffnung steht eine ferngesteuerte Waffenstation mit einem 12,7-mm-Maschinengewehr und einem automatischen 40-mm-Granatwerfer zur Verfügung. Es ist auch ein koaxiales 7,62-mm-Maschinengewehr vorgesehen.
Der Panzer wird von einem turboaufgeladenen Dieselmotor FX0012 mit 1000 PS im Heck angetrieben, der mit einem vollautomatischen Getriebe verbunden ist. Der VT5 ist ein wendiges Fahrzeug mit Stahlketten und Gummipuffern. Die maximale Reichweite beträgt 450 km, kann aber durch das Anbringen externer Kraftstofftanks auf rund 650 km gesteigert werden.

## Varianten
- VN17: Schützenpanzer mit gleicher Wanne, der 2017 zum ersten Mal gesichtet wurde.[1]

## Einsatzländer
- Volksrepublik China
- Bangladesch: Bangladesch hat 44 Stück erworben[4]